# Deli (ubiór)

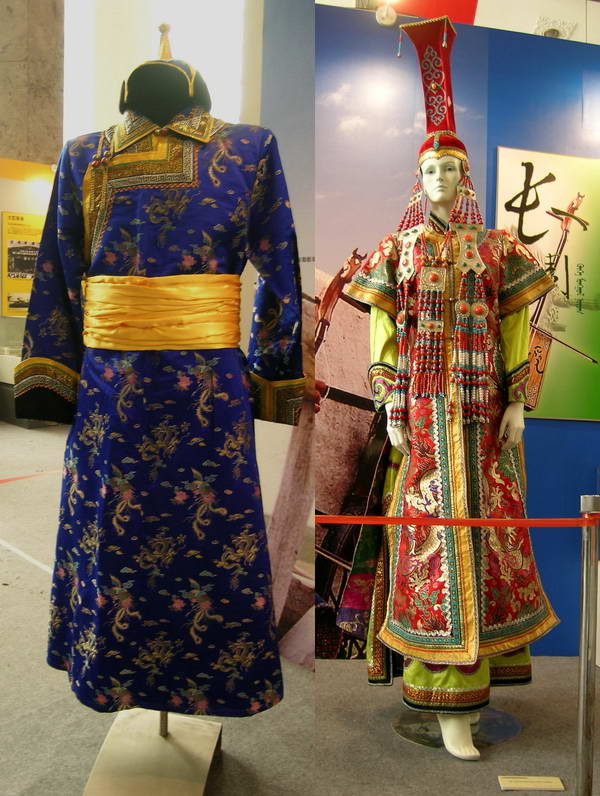
Deli męskie (z lewej) i damskie (z prawej), charakterystyczne dla Bajadów

Deli, deel (mong. Дээл) – tradycyjny narodowy mongolski wierzchni ubiór męski, kobiecy i dziecięcy.

## Charakterystyka
Deli występuje co najmniej od średniowiecza; przypomina wyglądem żupan, noszą go mężczyźni, kobiety i dzieci. Wykonuje się go z różnych tkanin: brokatu, jedwabiu, bawełny, wełny. Wersja zimowa może być podszyta np. owczą skórą, zazwyczaj w stonowanych barwach (np. ciemny fiolet, ciemny granat), natomiast wersja letnia jest zwykle jaskrawa: np. pomarańczowa, czerwona, niebieska, zielona. 
Szata długości trzech czwartych. Lewa poła ubrania jest zakładana na prawą i przewiązywana jedwabnym pasem (bus) lub pasem ze skóry. Po prawej stronie znajduje się kilka (zazwyczaj od 5 do 6) zapięć, które trzymają lewą połę na miejscu. Dodatkowo jedno zapięcie znajduje się pod pachą, trzy na ramieniu i jedno przy szyi. Rękawy są na tyle długie, że zasłaniają dłonie i nie ma potrzeby zakładania rękawiczek do deli. 
Mężczyźni wykorzystują pazuchę do noszenia tytoniu czy tabakierki oraz innych drobnych osobistych przedmiotów. Tradycyjnie mieszkańcy stepów nosili także srebrną czarkę na kumys (ajaga), kindżał w pochwie z drewna i fajkę za cholewą.  
Do deli zakłada się buty gutał z zadartymi nosami oraz czapkę małgaj, wykonaną zazwyczaj z futra lisa, jeśli jest noszona w porze zimowej. Poza wykorzystywaniem deli jako ubioru bywa używana jako posłanie jak koc czy jako namiocik. 

## Zasięg
Deli jest noszone przez Mongołów oraz ludy tureckie, zwłaszcza przez osoby mieszkające poza miastem i trudniące się hodowlą zwierząt. Na wsiach jest nieraz traktowane jako ubiór roboczy. W miastach  jest noszone zazwyczaj przez starsze osoby i bywa zakładane na ważne uroczystości.

## Galeria

Mongolscy ambasadorowie (XVII wiek)
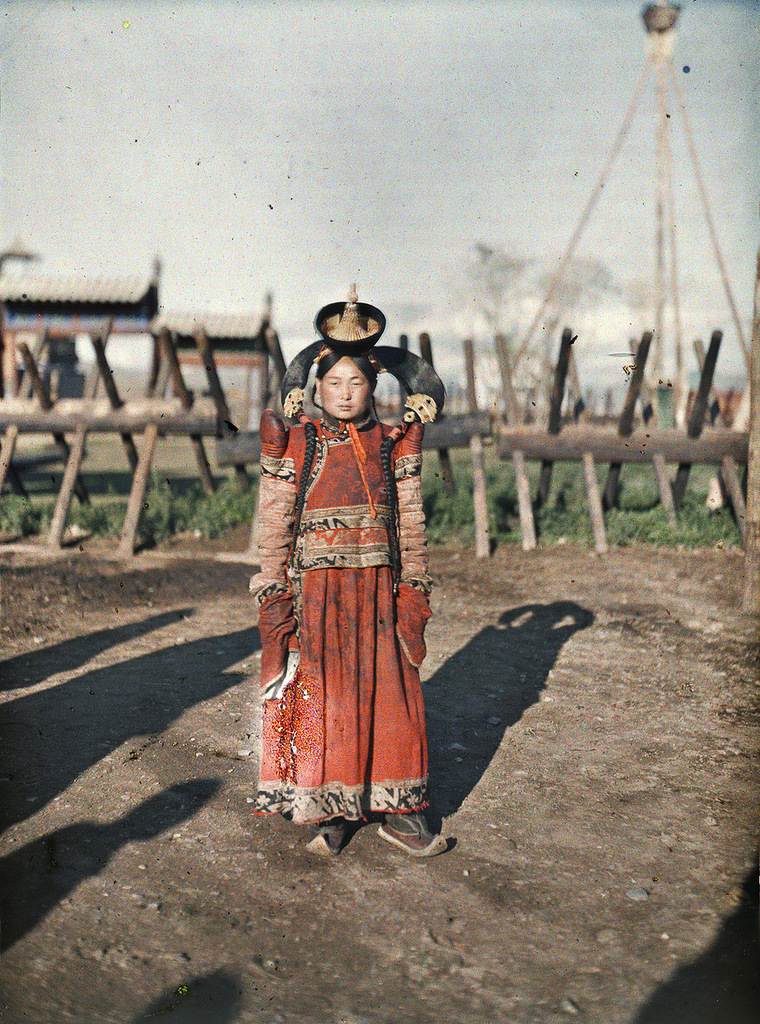
Zamężna kobieta (1913)
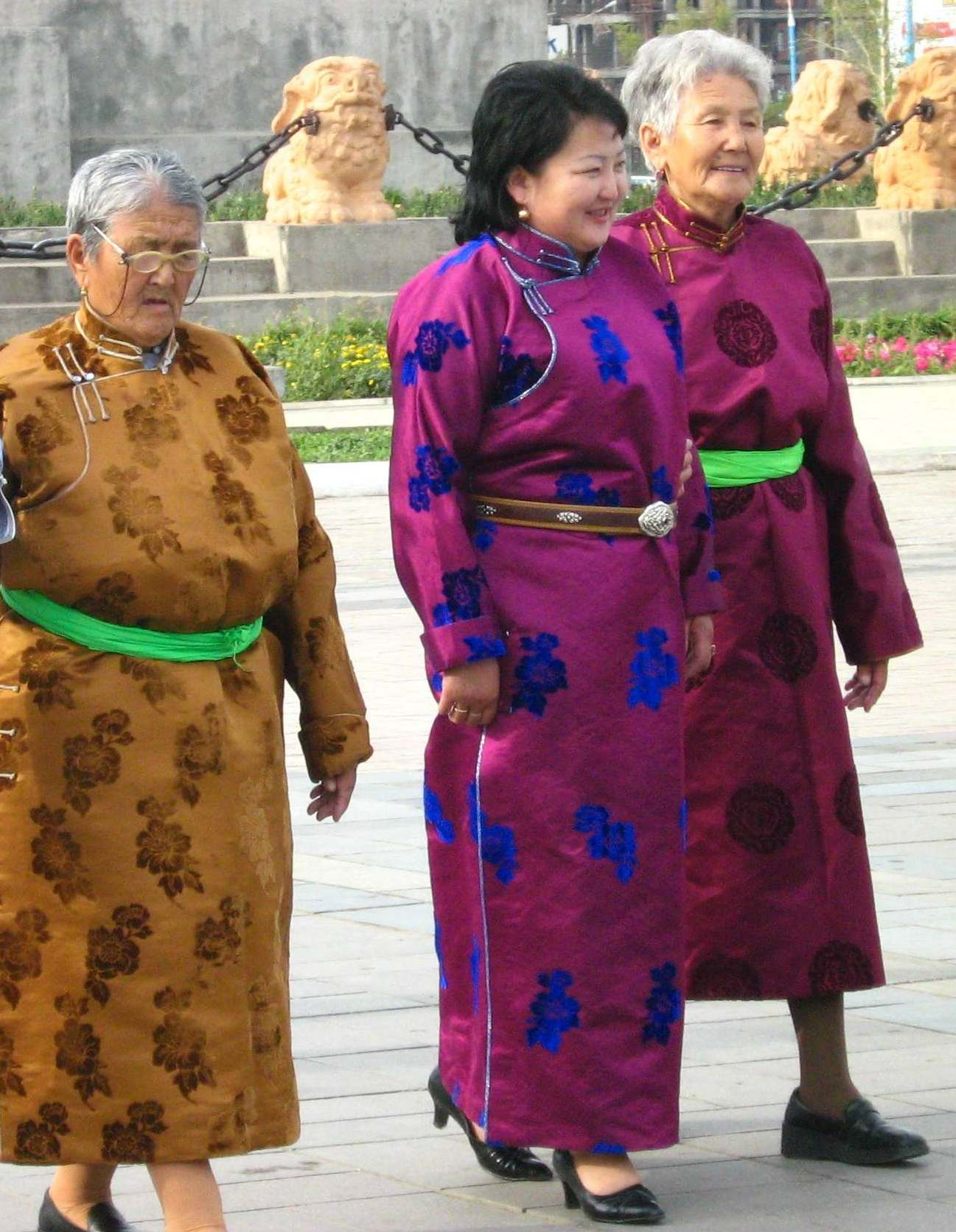
Kobiety w deli, jedna z ich ma założony skórzany pas (2007)
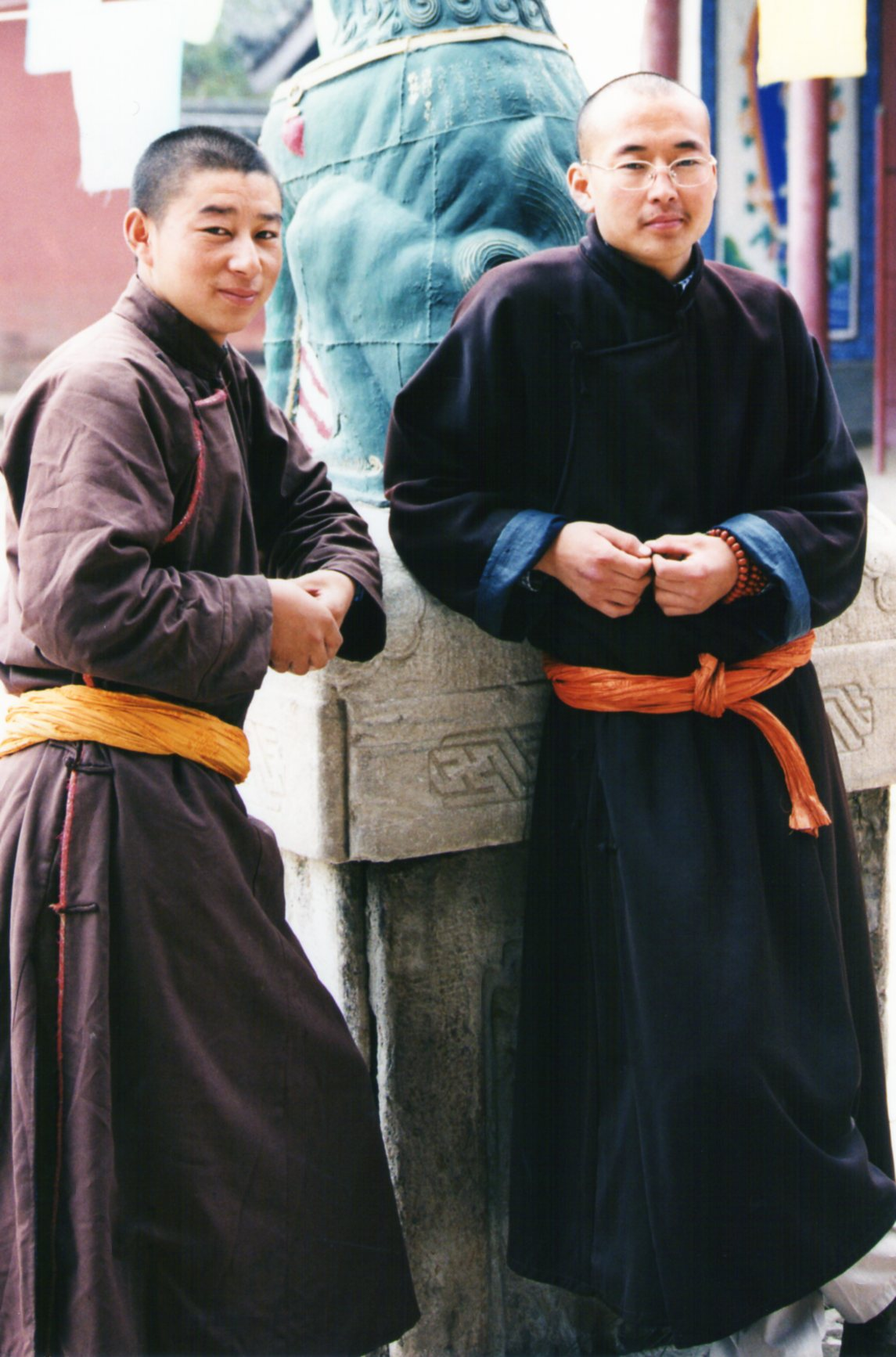
Mnisi z Mongolii Wewnętrznej (2010)
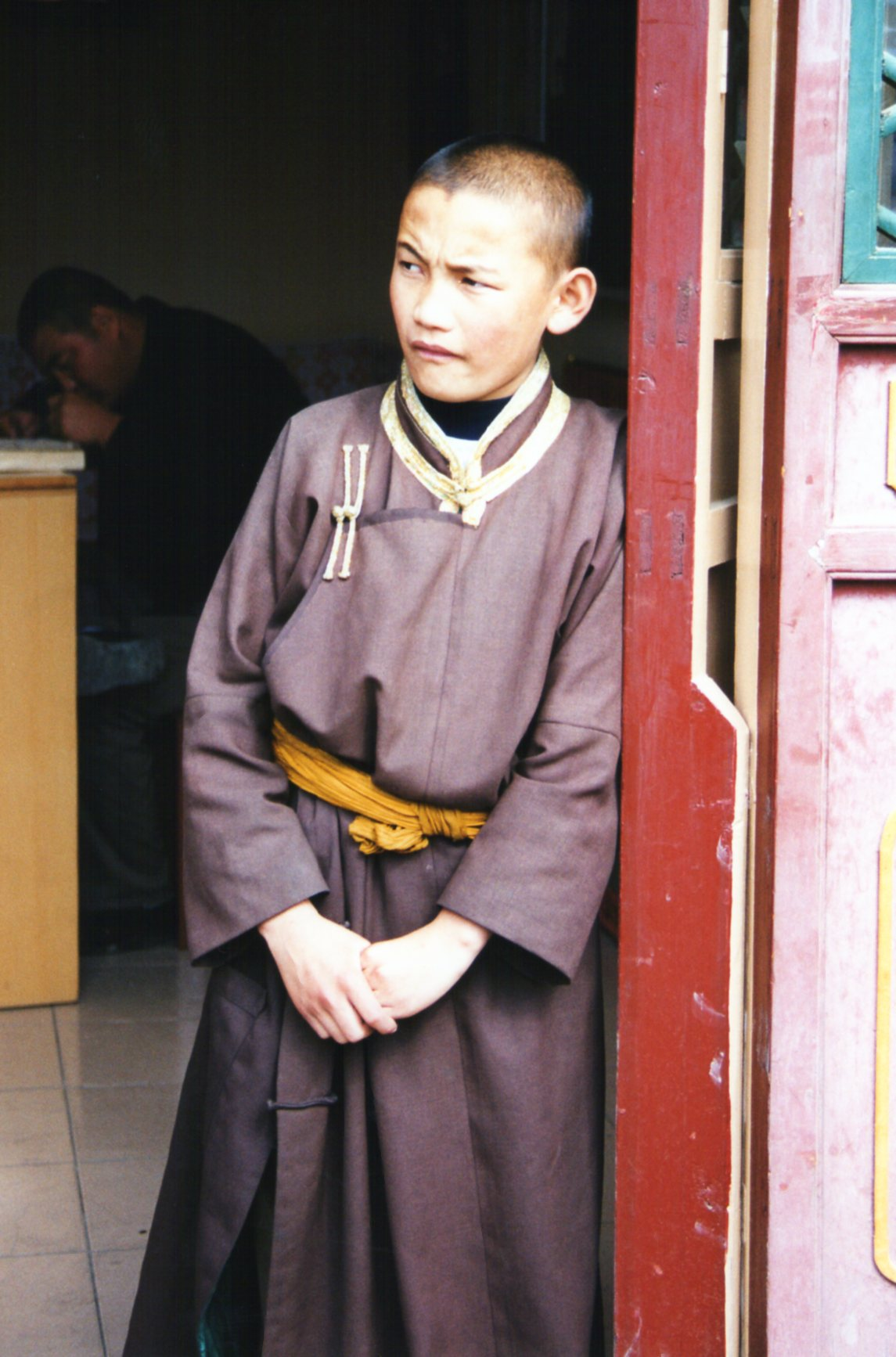
Mnich z Mongolii Wewnętrznej (2010)
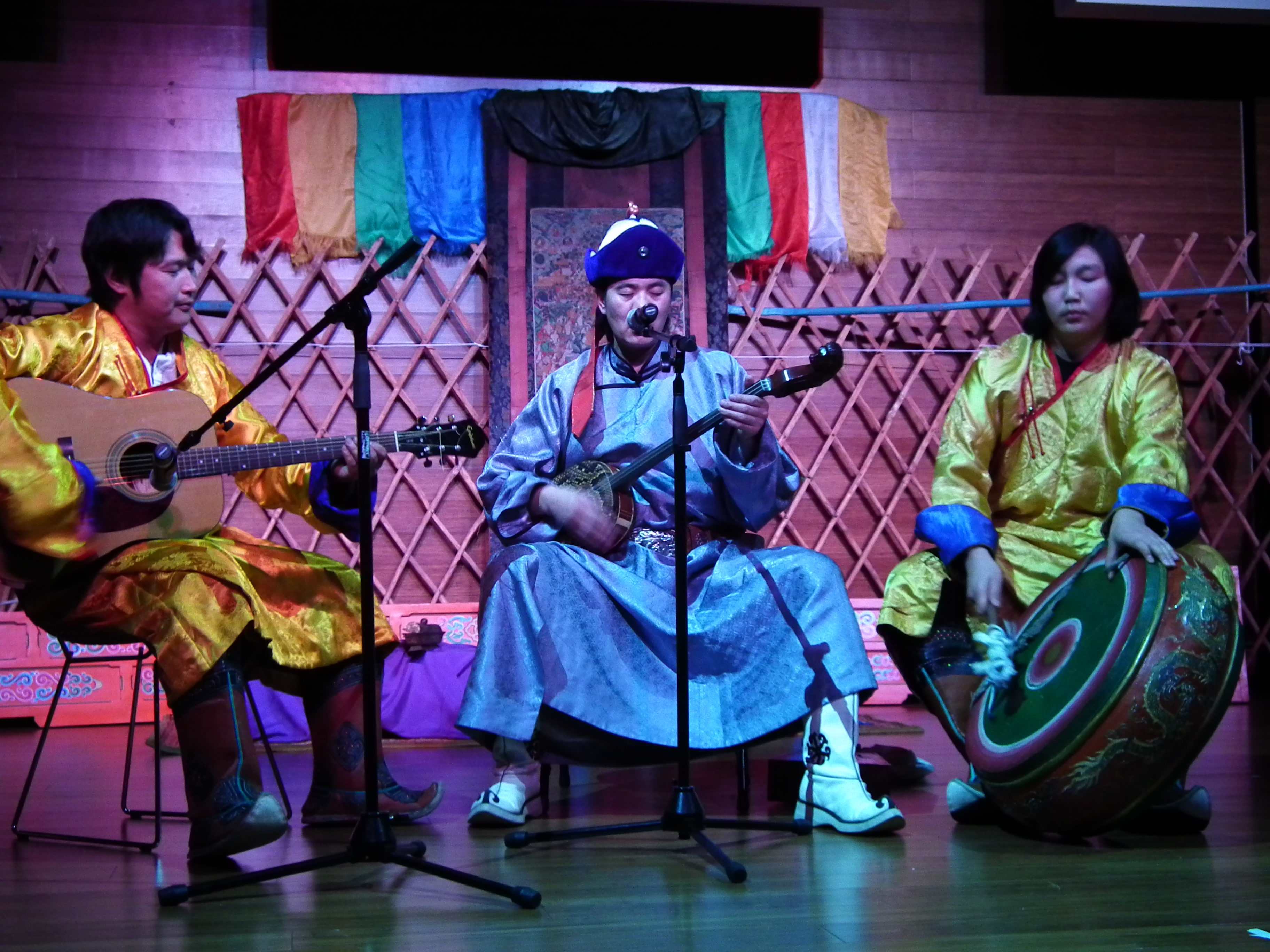
Muzycy w deli (2011)
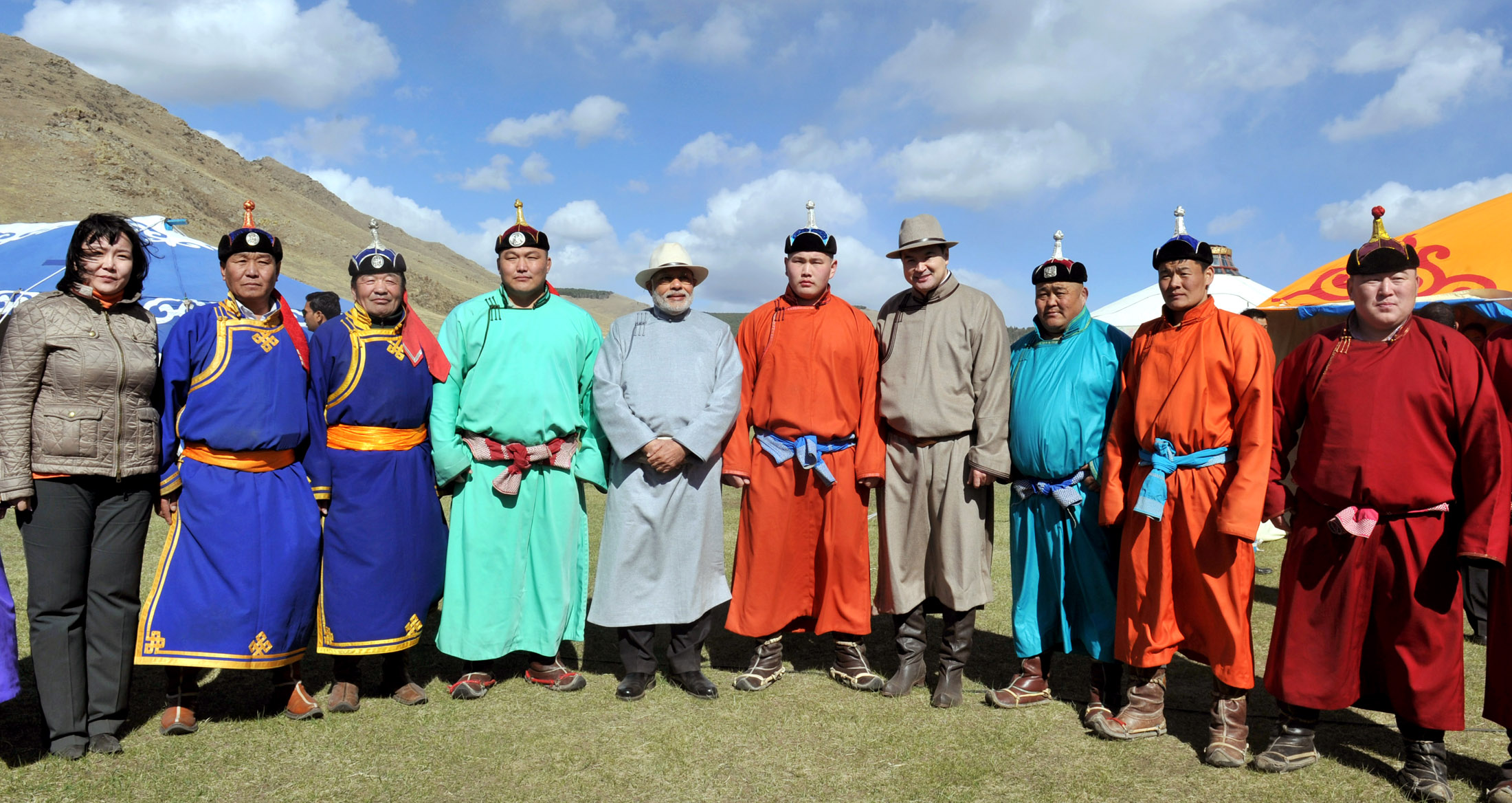
Mongołowie w deli z premierem Indii (2015)